# Ortaköy (district, Çorum)
Ortaköy is een Turks district in de provincie Çorum. Het ligt aan de kust van de Zwarte Zee.
In de buurt zijn resten van een 4000 jaar oud dorp te vinden.